# Traum (Automarke)
Traum (chinesisch 君马, Pinyin Junma) war eine Automarke des Kraftfahrzeugherstellers Zotye International aus Yongkang.

## Geschichte
Am 27. Juni 2017 kündigte Zotye International an, eine neue Marke unter dem Namen Traum einführen zu wollen. Nach WM Motor (für Weltmeister) war dies die zweite chinesische Marke, die auf einen Namen deutschen Ursprungs zurückgriff. Bis 2019 wollte Traum acht SUV auf den Markt bringen. Mit dem Traum S70 wurde das erste Fahrzeug der Marke ab Januar 2018 in China verkauft. Gebaut wurden die Traum-Fahrzeuge bei Jiangnan Auto.
Die Verkäufe beider Modelle endeten im Oktober 2019. Für 2018 sind 21.795 Verkäufe in China überliefert und für das Folgejahr 36.375.

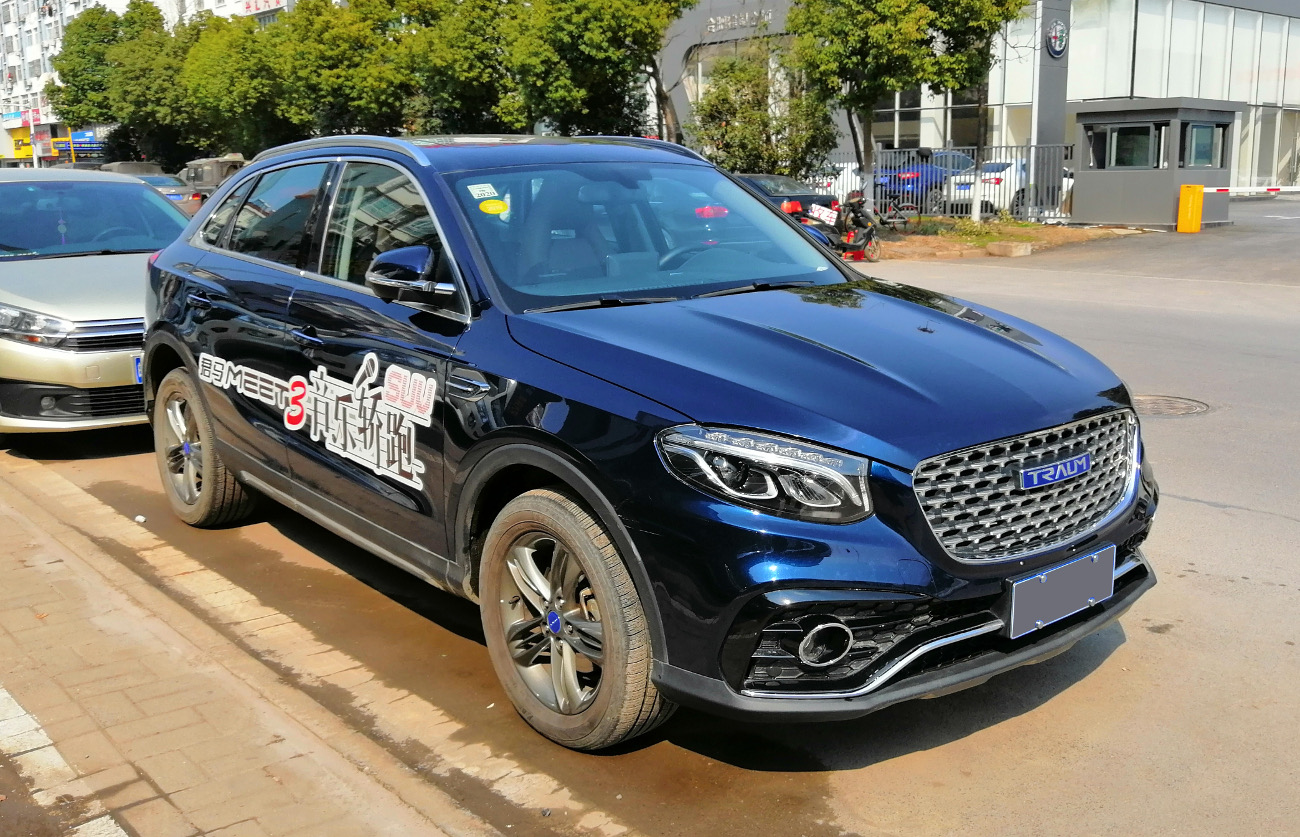
Traum Meet 3 (ab 2018)
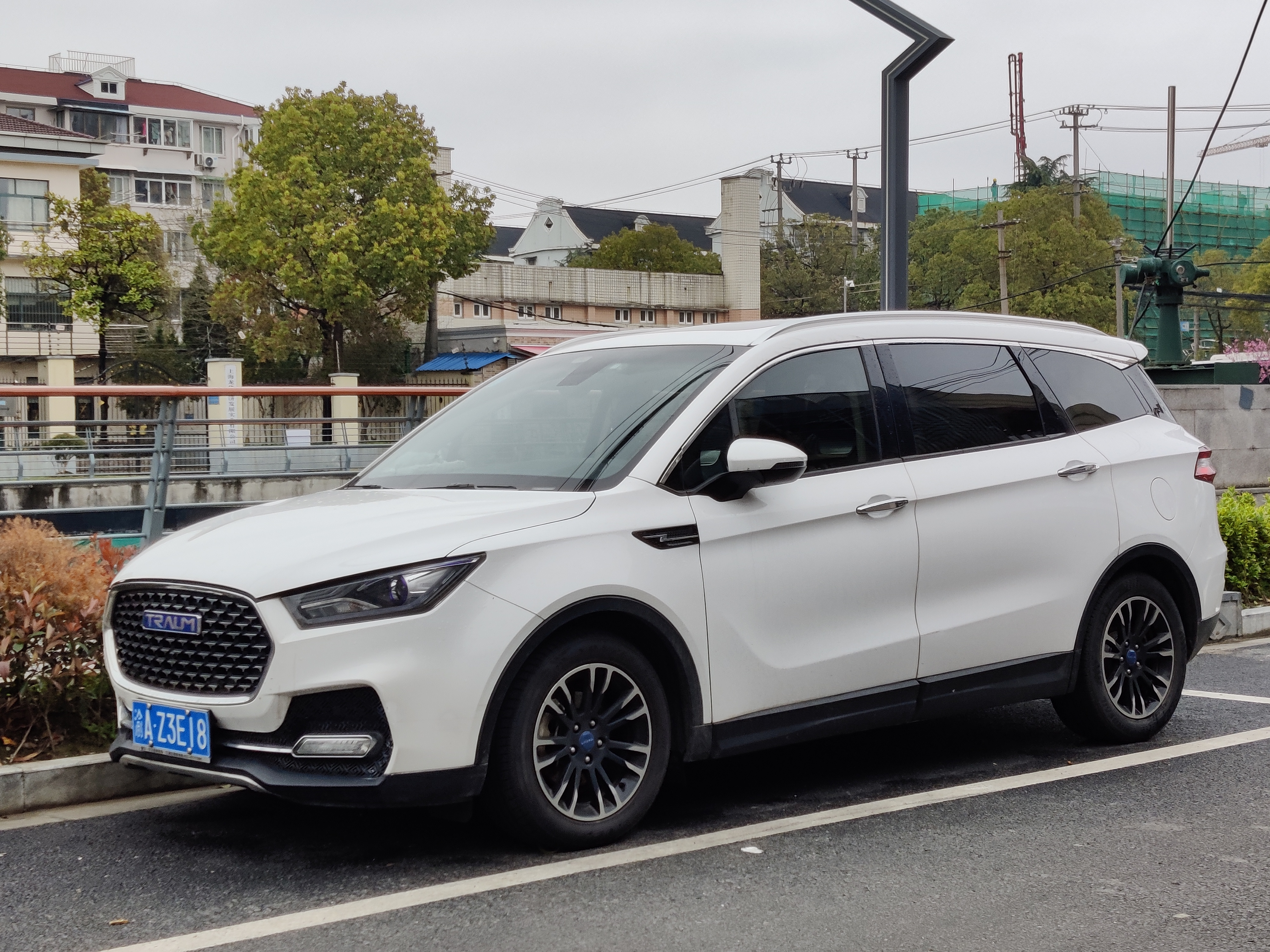
Traum S70 (ab 2018)
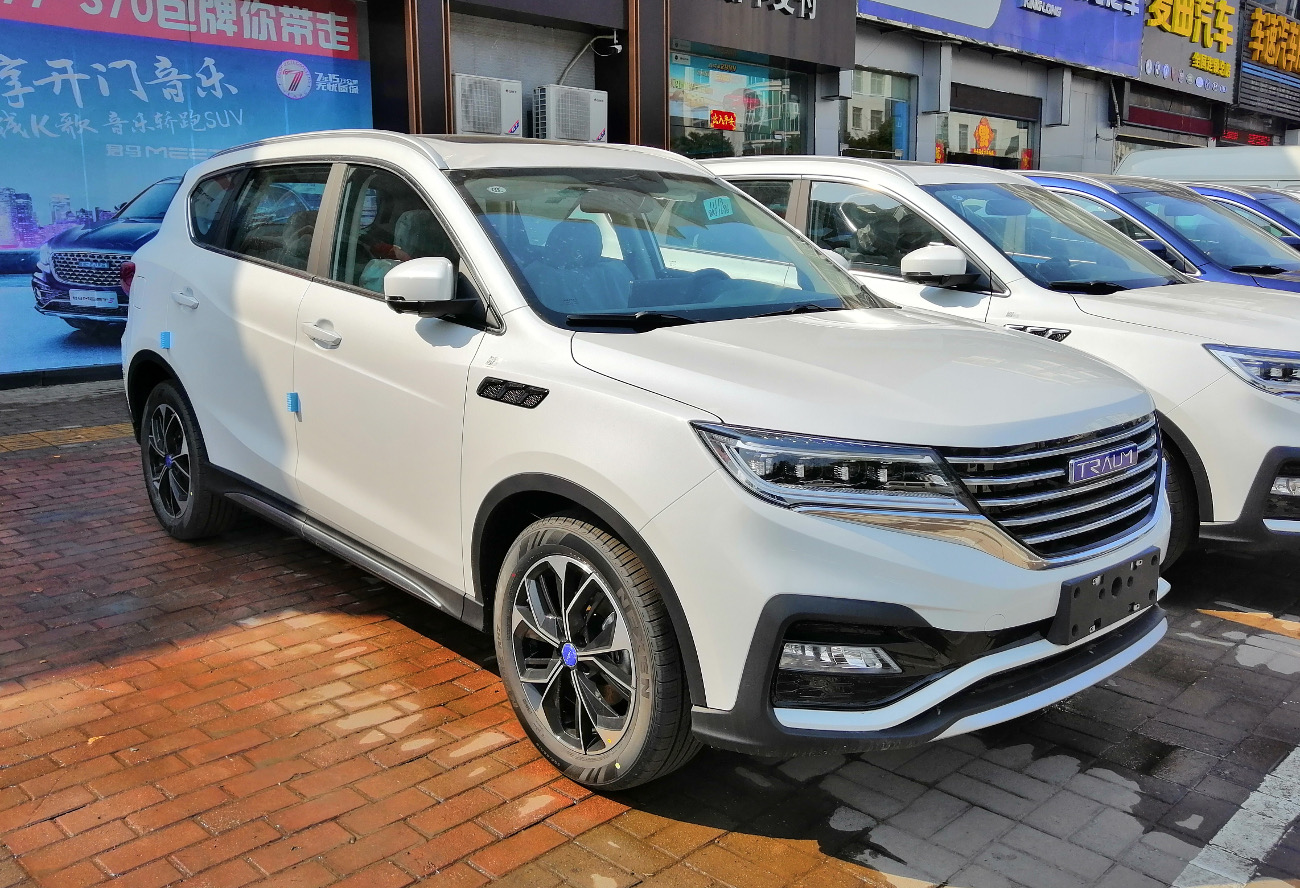
Traum Seek 5 (ab 2018)

## Modellpalette
- Traum Meet 3 – Fünftüriges SUV (ab 2018)
- Traum Meet 5 – Fünftüriges SUV (ab 2019)
- Traum S70 – Fünftüriges SUV (ab 2018)
- Traum Seek 5 – Fünftüriges SUV (ab 2018)

Vom S70 wurden im ersten Jahr 15.708 Autos und im zweiten Jahr 8.045 Autos in China zugelassen, in der Summe also 23.753. Für den Seek 5 sind 6.087 Fahrzeuge für den Zeitraum von August bis Dezember 2018 und 28.330 für den Zeitraum von Januar bis Oktober 2019 überliefert, aufsummiert 34.417. Die Summe von 58.170 entspricht den Gesamtverkäufen der Marke, was darauf schließen lässt, dass weder Meet 3 noch Meet 5 in den Verkauf gelangten.